# Dimo d'Occagnes
Dimo d'Occagnes, född 7 november 2013, är en fransk varmblodig travhäst som tränas av sin ägare Antonio Ripoll Rigo och rids av Adrien Lamy.
Han började tävla i juni 2017 och inledde karriären med två galopper för att sedan ta sin första seger i sjätte starten. Han har hittills under sin karriär sprungit in 589 220 euro på 97 starter varav 20 segrar, 9 andraplatser och 8 tredjeplatser. Karriärens hittills största segrar har kommit i Prix Jacques Andrieu (2023).
Han har även segrat i Prix Vivier de Montfort (2022), Prix Cornelia (2022), Prix Auguste Francois (2022) och har även kommit på andraplats i Montéeliten (2023) samt på tredjeplats i Prix Jacques Andrieu (2022) och Prix Yvonnick Bodin (2022).

## Statistik
| Statistik för Dimo d'Occagnes (Ref.) | Statistik för Dimo d'Occagnes (Ref.) | Statistik för Dimo d'Occagnes (Ref.) | Statistik för Dimo d'Occagnes (Ref.) | Statistik för Dimo d'Occagnes (Ref.) | Statistik för Dimo d'Occagnes (Ref.) |
| ------------------------------------ | ------------------------------------ | ------------------------------------ | ------------------------------------ | ------------------------------------ | ------------------------------------ |
| Starter                              | Placeringar                          | Startprissumma                       | Segerprocent                         | Platsprocent                         | Rekord                               |
| 97                                   | 20-9-8                               | 589 220 euro                         | 21 %                                 | 38 %                                 | 1.10,8ak,                            |

### Större segrar
| År   | Lopp                    | Kusk                  | Vinstbelopp | Grupp   |
| ---- | ----------------------- | --------------------- | ----------- | ------- |
| 2022 | Prix Vivier de Montfort | Paul-Philippe Ploquin | 40 500 EUR  | Grupp 3 |
| 2022 | Prix Cornelia           | Paul-Philippe Ploquin | 40 500 EUR  | Grupp 3 |
| 2022 | Prix Auguste Francois   | Adrien Lamy           | 40 500 EUR  | Grupp 3 |
| 2023 | Prix Jacques Andrieu    | Adrien Lamy           | 54 000 EUR  | Grupp 2 |

## Stamtavla
| Efter Timoko            | Imoko             | Viking's Way    | Mickey Viking    |
| Efter Timoko            | Imoko             | Viking's Way    | Josubie          |
| Efter Timoko            | Imoko             | Sepia           | Jiosco           |
| Efter Timoko            | Imoko             | Sepia           | Jolie Perle      |
| Efter Timoko            | Kiss Me Coulonces | And Arifant     | Sharif di Iesolo |
| Efter Timoko            | Kiss Me Coulonces | And Arifant     | Infante d'Aunou  |
| Efter Timoko            | Kiss Me Coulonces | Allez Coulonces | Lutin d'Isigny   |
| Efter Timoko            | Kiss Me Coulonces | Allez Coulonces | Vanina B         |
| Undan Nymphe d'Occagnes | In Love With You  | Coktail Jet     | Quouky Williams  |
| Undan Nymphe d'Occagnes | In Love With You  | Coktail Jet     | Armbro Glamour   |
| Undan Nymphe d'Occagnes | In Love With You  | Amour d'Aunou   | Speedy Somolli   |
| Undan Nymphe d'Occagnes | In Love With You  | Amour d'Aunou   | Nesmile          |
| Undan Nymphe d'Occagnes | Perle             | Paleo           | Fandango         |
| Undan Nymphe d'Occagnes | Perle             | Paleo           | Rosina           |
| Undan Nymphe d'Occagnes | Perle             | Fleur de Prere  | Quidy L M        |
| Undan Nymphe d'Occagnes | Perle             | Fleur de Prere  | Suzy de Mirville |